# Oeleon
Oeleon is een bestuurslaag in het regentschap Timor Tengah Selatan van de provincie Oost-Nusa Tenggara, Indonesië. Oeleon telt 1181 inwoners (volkstelling 2010).